# あぶらとり紙
あぶらとり紙（あぶらとりがみ）は、顔の皮脂などを取るために用いる、化粧用の和紙。もともとは金箔の製造時に用いる箔打紙（雁皮紙）の再利用品である。
ファンデーション、白粉などで化粧した状態のままでも、皮膚の上から押し当てることで皮脂や汗を吸い取ることができる。近年は紙製でなくプラスチックフィルム製のもの、薄紙の表面に油分を吸収する粉体を塗布したものも販売されている。また、表面に白粉を塗布し、皮脂取りと化粧直しを同時に行えるものは紙白粉と呼ばれる。

## 歴史

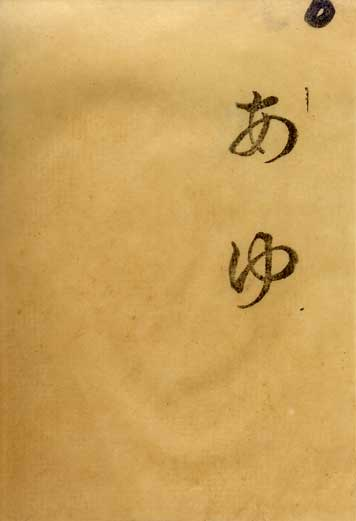
ふるや紙

起源は金沢で金箔の製造に用いられてきた専用の和紙である箔打紙が、吸脂性に優れ、薄くて丈夫だったことから舞妓によって再利用されるようになったものである。特に箔打ち紙を金箔の製造に10年ほど使い込んで、それ以上使えなくなった「ふるや紙」は最高級品である。伝統的に舞妓など花街の女性の化粧用に珍重されてきたが、金沢や京都の名産品となり一般の女性にも利用されるようになった。
この金箔及びふるや紙製造のノウハウを応用して作られるのが「金箔打紙製法あぶらとり紙」である。「金箔打紙製法」の定義及び製法は石川県箔商工業協同組合により定められており、製品にはロゴマークが付けられ、一般的なあぶらとり紙とは差別化がはかられている。
専門メーカーの他にも、各化粧品メーカーからも発売されている。こちらは麻の繊維などを素材に用い工業的に生産されているものがほとんどである。

## メーカー
- 箔座
- 箔一
- よーじや
- 加美屋
- 米長 (和紙製造業)